# Tra le nuvole
Tra le nuvole (Up in the Air) è un film del 2009 diretto da Jason Reitman.
La pellicola, basata sull'omonimo romanzo di Walter Kirn del 2001, ha come protagonisti George Clooney, Vera Farmiga, Anna Kendrick e Danny McBride.
Il film, che vede il regista cosceneggiatore con Sheldon Turner e tra i produttori, ha ottenuto sei candidature agli Oscar 2010, come miglior film, miglior regista, miglior attore a George Clooney, miglior sceneggiatura non originale e la doppia candidatura per la categoria miglior attrice non protagonista a Vera Farmiga e Anna Kendrick.

## Trama
Ryan Bingham è un cinico manager, definito un "tagliatore di teste", che vive perennemente in viaggio. Non ha una vita affettiva, vivendo tra aeroporti e alberghi, collezionando miglia del programma "frequent flyer" dell'American Airlines, sua compagnia aerea preferita. Dopo molti anni passati vivendo come un frenetico viaggiatore, Ryan non desidera affatto cambiare, ma, nel corso della storia, si innamora di Alex, un'affascinante donna indipendente, incontrata al ristorante durante un viaggio, molto simile a lui nello stile di vita. Questo cambiamento del protagonista influirà nel confronto ideologico con Natalie, una giovane collega.
Il suo capo, Craig Gregory, consigliato da Natalie, decide un'innovazione nel loro lavoro: si tratta di lavorare in sede, effettuando i licenziamenti via web. Ryan si trova così di fronte a una scelta importante: continuare la vita di viaggiatore privo di affetti o trovare una stabilità, "mettendo radici" in un solo luogo.
Al suo lavoro si aggiunge quindi Natalie, cui Ryan fa da insegnante. Durante l'apprendistato Natalie viene lasciata dal proprio fidanzato via SMS, e assieme a Ryan e Alex si concede una serata di svago. Il giorno seguente Natalie affronta con Ryan un discorso sui sentimenti che lui prova per Alex, facendolo ricredere sulle convinzioni di "viaggiatore solitario", e suggerendogli la possibilità di un legame più profondo con la donna. Nei giorni successivi, la figlia della sorella di Ryan, Julie, si sposa con Jim Miller e Ryan si reca al matrimonio, con Alex. La sorella aveva fatto una richiesta curiosa: ogni invitato doveva fotografarsi nei vari luoghi con un cartonato raffigurante gli sposi stessi, prendendo spunto "dal film francese" (Il favoloso mondo di Amélie); il giorno prima dello sposalizio viene spiegato il perché: c'è stato un tracollo finanziario e non sono rimasti soldi per un vero viaggio di nozze, così, almeno virtualmente, gli sposi avranno visitato un gran numero di luoghi.
Dopo il matrimonio, Ryan saluta Alex e torna alla propria sede di lavoro, dove, tuttavia, molto è cambiato. Durante una delle sue solite conferenze, Ryan, non desiderando più raccontare la consueta storiella della filosofia dello "zaino vuoto", scappa per raggiungere Alex a Chicago. Giunto a casa di lei però, Ryan scopre che Alex è sposata e ha dei figli.
In un successivo volo, Ryan raggiunge finalmente il traguardo di 10 milioni di miglia, e il comandante dell'aereo gli conferisce l'ambitissimo premio. A questo punto Ryan decide di regalare una parte delle miglia avute in premio ai novelli sposi, che così potranno fare il viaggio di nozze che era loro precluso. Nel frattempo, Natalie e Ryan scoprono che una delle donne da loro licenziata si è tolta la vita (come aveva minacciato, non creduta). Ryan può tornare a viaggiare, perché l'azienda sospende i piani di innovazione. Natalie si licenzia e, grazie a una lettera di Ryan, ottiene, senza problemi, un altro posto di lavoro, probabilmente migliore. Il film termina con Ryan pronto a imbarcarsi sull'ennesimo volo: ancora una volta, è pronto a lasciarsi tutto alle spalle, ma ora possiede una nuova e più profonda consapevolezza, che forse potrà aiutarlo a decidere cosa fare davvero della propria vita.
(Ryan Bingham nella frase finale del film)

## Colonna sonora
La colonna sonora del film, premiata ai Satellite Awards 2009, è stata affidata al compositore Rolfe Kent.
1. Sharon Jones e The Dap-Kings – This Land Is Your Land – 4:27
2. Rolfe Kent – Security Ballet – 1:31
3. Dan Auerbach – Goin' Home – 4:53
4. Crosby, Stills, Nash e Young – Taken at All – 2:58
5. Elliott Smith – Angel in the Snow – 2:35
6. Sad Brad Smith – Help Yourself – 3:23
7. Charles Atlas – Genova – 7:37
8. Rolfe Kent – Lost in Detroit – 1:36
9. Roy Buchanan – Thank You Lord – 2:24
10. Graham Nash – Be Yourself – 2:59
11. Charles Atlas – The Snow Before Us (1971 Demo) – 3:12
12. Kevin Renick – Up in the Air – 5:29
13. Young MC – Bust a Move (Live Version) – 4:23
14. Rolfe Kent – Milwaukee: To the Wedding with a Plus 1 – 1:54

Durata totale: 49:21

## Promozione
(Tagline del film)

## Distribuzione
Il film venne presentato in anteprima negli Stati Uniti al Telluride Film Festival il 5 settembre 2009 prima di essere distribuito nelle sale il 23 dicembre successivo. In Italia è stato invece presentato alla Festa del Cinema di Roma il 17 ottobre 2009 e successivamente distribuito nelle sale il 22 gennaio 2010.

## Accoglienza

### Incassi
A fronte di un budget di 25 milioni di dollari, il film ha incassato 83823381 $ in Nord America e 83019358 $ nel resto del mondo, per un totale di 166842739 $.

### Critica
Il film è stato accolto positivamente dalla critica. Sull'aggregatore di recensioni Rotten Tomatoes ha un indice di gradimento del 90% basato su 284 recensioni, con un voto medio di 8,1 su 10. Su Metacritic ottiene un punteggio di 83 su 100 basato su 36 recensioni.

## Riconoscimenti
- 2010 - Premio Oscar
  - Candidatura per il miglior film a Daniel Dubiecki, Ivan Reitman e Jason Reitman
  - Candidatura per la migliore regia a Jason Reitman
  - Candidatura per il miglior attore protagonista a George Clooney
  - Candidatura per la miglior attrice non protagonista a Vera Farmiga
  - Candidatura per la miglior attrice non protagonista a Anna Kendrick
  - Candidatura per la migliore sceneggiatura non originale a Jason Reitman e Sheldon Turner
- 2010 - Golden Globe
  - Migliore sceneggiatura a Jason Reitman e Sheldon Turner
  - Candidatura per il miglior film drammatico
  - Candidatura per la migliore regia a Jason Reitman
  - Candidatura per il miglior attore in un film drammatico a George Clooney
  - Candidatura per la miglior attrice non protagonista a Anna Kendrick
  - Candidatura per la miglior attrice non protagonista a Vera Farmiga
- 2010 - Premio BAFTA
  - Migliore sceneggiatura non originale a Jason Reitman e Sheldon Turner
  - Candidatura per il miglior film a Daniel Dubiecki, Ivan Reitman e Jason Reitman
  - Candidatura per il miglior attore protagonista a George Clooney
  - Candidatura per la miglior attrice non protagonista a Anna Kendrick
  - Candidatura per la miglior attrice non protagonista a Vera Farmiga
  - Candidatura per il miglior montaggio a Dana E. Glauberman
- 2010 - Screen Actors Guild Award
  - Candidatura per il miglior attore protagonista a George Clooney
  - Candidatura per la miglior attrice non protagonista a Anna Kendrick
  - Candidatura per la miglior attrice non protagonista a Vera Farmiga
- 2009 - Chicago Film Critics Association Award
  - Migliore sceneggiatura non originale a Jason Reitman e Sheldon Turner
  - Candidatura per il miglior film
  - Candidatura per la migliore regia a Jason Reitman
  - Candidatura per il miglior attore protagonista a George Clooney
  - Candidatura per la miglior attrice non protagonista a Anna Kendrick
  - Candidatura per la miglior attrice non protagonista a Vera Farmiga

- 2009 - National Board of Review Award
  - Miglior film
  - Miglior attore protagonista a George Clooney
  - Miglior attrice non protagonista a Anna Kendrick
  - Migliore sceneggiatura non originale a Jason Reitman e Sheldon Turner
- 2009 - New York Film Critics Circle Award
  - Miglior attore protagonista a George Clooney
  - Candidatura miglior attrice non protagonista a Vera Farmiga
- 2009 - Satellite Award
  - Miglior colonna sonora a Rolfe Kent
  - Candidatura per il miglior film commedia o musicale
  - Candidatura per il miglior attore in un film commedia o musicale a George Clooney
  - Candidatura per la miglior attrice non protagonista a Anna Kendrick
  - Candidatura per la miglior attrice non protagonista a Vera Farmiga
- 2010 - Critics' Choice Award
  - Miglior sceneggiatura non originale a Jason Reitman e Sheldon Turner
  - Candidatura per il miglior film
  - Candidatura per il miglior regista a Jason Reitman
  - Candidatura per il miglior cast corale
  - Candidatura per il miglior attore protagonista a George Clooney
  - Candidatura per la miglior attrice non protagonista a Anna Kendrick
  - Candidatura per la miglior attrice non protagonista a Vera Farmiga
  - Candidatura per il miglior montaggio a Dana E. Glauberman
- 2010 - David di Donatello
  - Candidatura per il miglior film straniero a Jason Reitman
- 2010 - MTV Movie Award
  - Miglior performance rivelazione a Anna Kendrick
- 2010 - Nastro d'argento
  - Candidatura per il regista del miglior film non europeo a Jason Reitman